# Lesquielles-Saint-Germain
Lesquielles-Saint-Germain è un comune francese di 888 abitanti situato nel dipartimento dell'Aisne della regione dell'Alta Francia.

## Società

### Evoluzione demografica
Abitanti censiti